# Museo nazionale dell'Alta Val d'Agri
Il Museo nazionale dell'Alta Val d'Agri è una raccolta archeologica statale situata a Grumento Nova, in provincia di Potenza, vicino al lago di Pietra del Pertusillo. Conserva i reperti ritrovati in tutta la Val d'Agri (in particolare quelli della città romana di Grumentum) e testimonianze enotrie e magnogreche.
Dal dicembre 2014 il Ministero per i beni e le attività culturali lo gestisce tramite il Polo museale della Basilicata, nel dicembre 2019 divenuto Direzione regionale Musei.

## Storia
Il museo è stato istituito recentemente, a fine del XX secolo, in adiacenza al parco archeologico di Grumentum.

## Descrizione
Il museo è situato in un edificio a due piani, con due sezioni principali: il piano terra dedicato all'epoca preromana, e il seminterrato dedicato ai reperti romani, con numerosi pannelli didattici che ricostruiscono l'aspetto dei principali monumenti della città.

### Sezione preromana
In questa sezione sono esposti reperti di paleontologia, come zanne e molari di elefanti e equidi, accanto ai reperti dei primi umani della zona, risalenti all'età del Bronzo e del Ferro. Tra questi ci sono frammenti ceramici decorati con motivi geometrici e bande punteggiate.
La popolazione indigena locale, gli Enotri, abitò la regione in epoca arcaica e ci ha lasciato delle caratteristiche lunghe armille a spirale, mentre alcune coppe ioniche testimoniano i contatti coi Greci.
Alcuni ricchi corredi risalgono all'epoca classica ed ellenistica, con grandi vasi a vernice nera (crateri a campana, pelikes, guttus a disco decorato con una foglia di fico a rilievo e una croce di sant'Andrea sotto il becco) e alcuni servizi bronzei per il consumo del vino nei banchetti. Nei corredi femminili si trovano anche dei caratteristici frutti in terracotta, come fichi e noci.
Tra la ceramica a figure rosse di fattura attica, spiccano alcune pelikes del pittore di Haken, mentre risalgono all'epoca ellenistica i crateri a calice e le pelikes nello stile di Gnathia. Numerose sono le statuette votive, con piccoli busti e figure femminili in piedi.

### Sezione romana

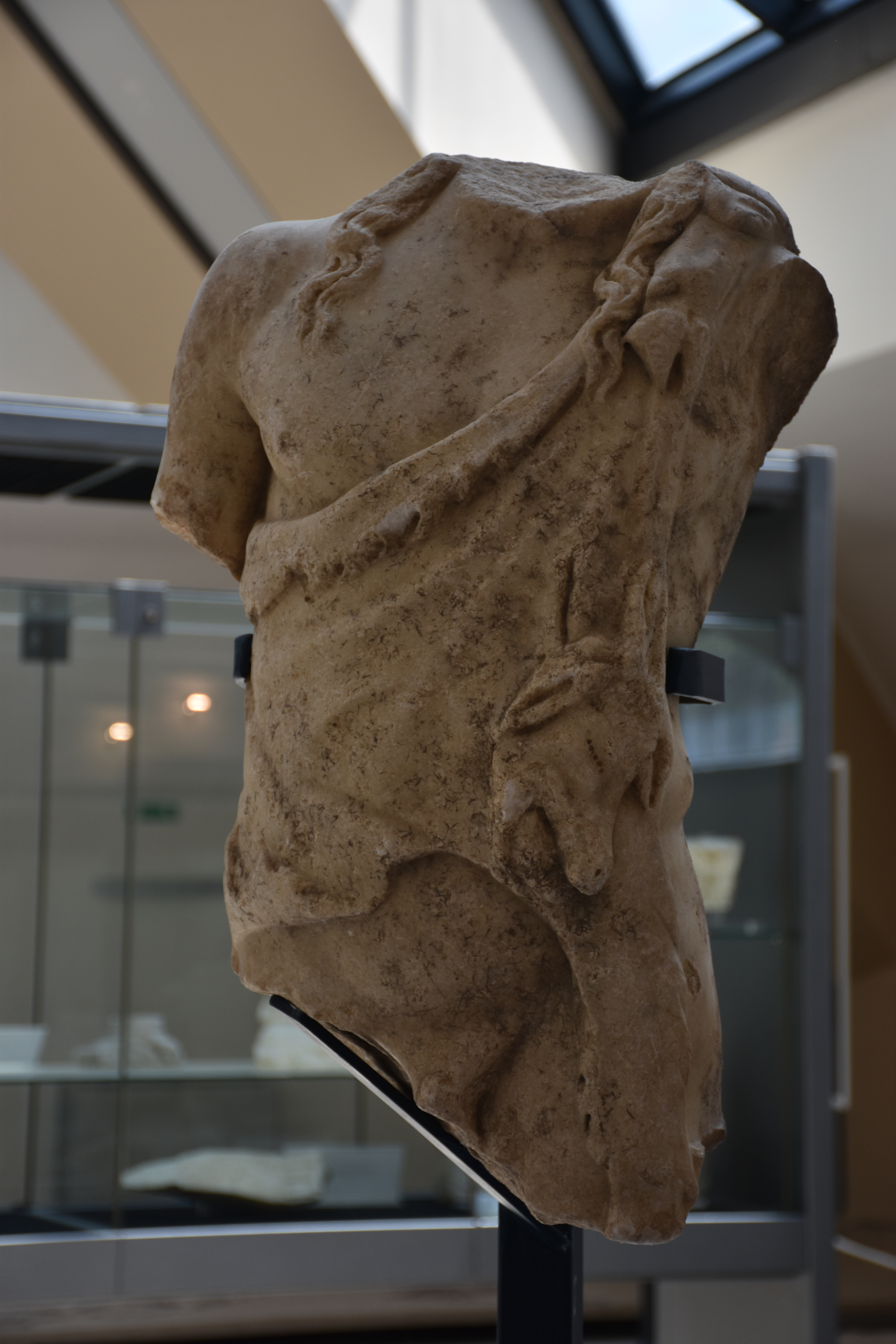
Busto marmoreo di età romana

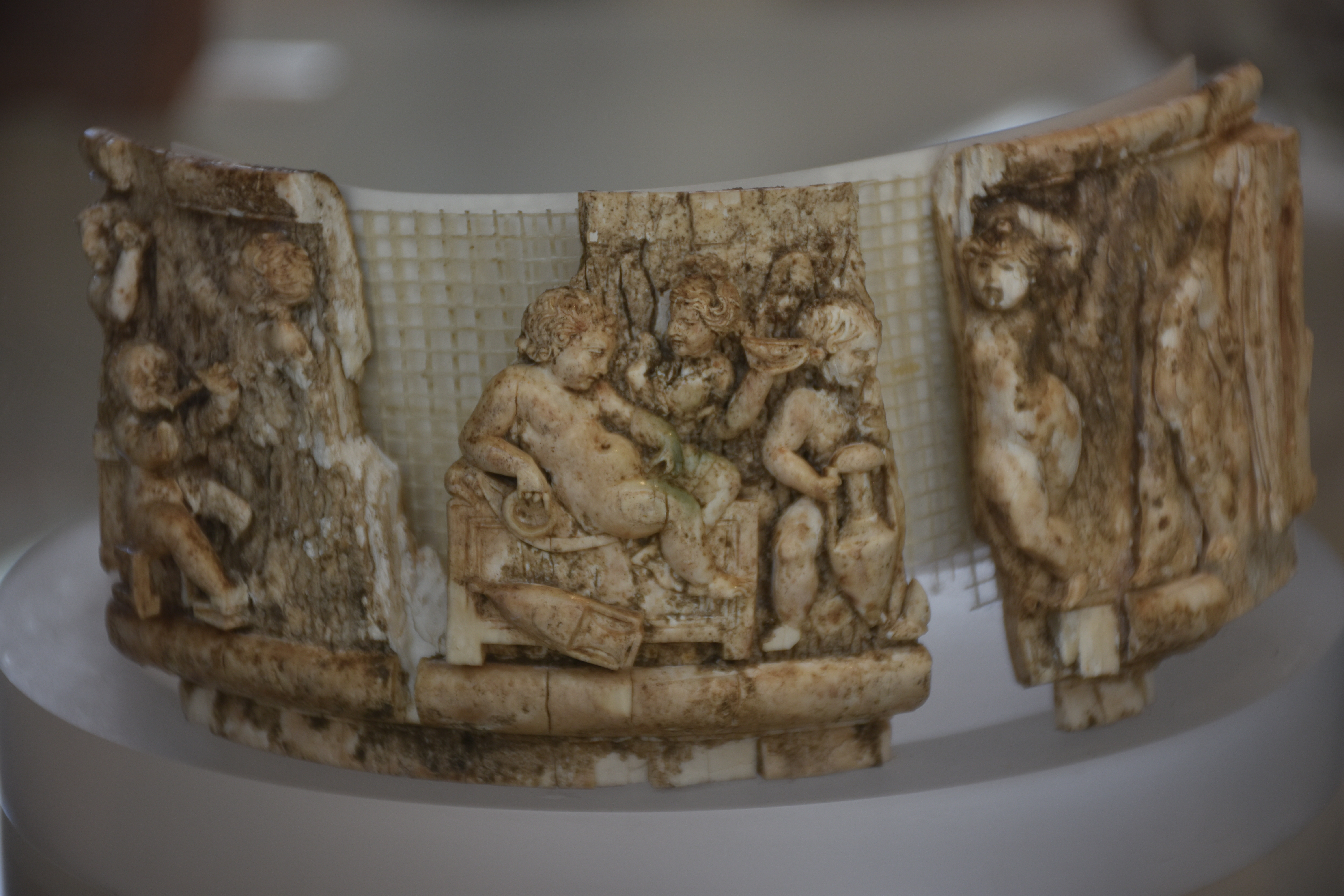
Reperto in avorio di età romana

La sezione romana è organizzata per sei nuclei, divisi per luogo di scavo o per tipologia dei reperti. Il primo nucleo è dedicato ai reperti in pietra, quali un ritratto di Livia del I secolo, una stele funeraria con due coniugi e un frammento di pisside eburnea con scene di un simposio.
La parte successiva illustra i quattro templi della città, con frammenti di decorazioni in terracotta, di intonaci decorati, campanellini di bronzo e un torso di Arpocrate, che testimonia l'esistenza di culti egiziani già tra il I e II secolo Dalla "Casa dei Mosaici" (I secolo, con pavimenti musivi della metà del II secolo, parzialmente rifatti nel III e IV secolo) provengono gocciolatoi, frammenti d'intonaco e molte tegole bollate.
Tra le ceramiche ci sono reperti di ceramica sigillata aretina, da vari edifici pubblici cittadini, vasellame di produzione locale e di fattura campana (da quello a vernice nera del IV secolo a.C.), africana e italica (fino al IV secolo). Numerose e di varie epoche sono le lucerne e le anfore vinaria, prodotte in vari luoghi del Mediterraneo.
La sezione dedicata alle necropoli mostra olle cinerarie, lucerne e unguentari piriformi, databili tra il II secolo a.C. e il III secolo. L'ultima parte è dedicata alle epigrafi (lastra onoraria di Tiberio e una di Adriano), cippi funerari lucani, monete (dai greci del IV secolo a.C. ai romani del V secolo), fino ai corredi funebri tardoantichi e altomedievali: un anello sigillare, un boccalette di ceramica grezza, coltelli, orecchini, pettini e una fibula a forma di uccello con le ali spiegate.